# 2-й Лінійний провулок (Мелітополь)
2-й Лінійний провулок — провулок у Мелітополі, що йде від Лінійної до Скіфської вулиці. Знаходиться в історичному районі Юрівка.
Повністю складається з приватного сектора. Покриття ґрунтове.

## Назва
Провулок названий Лінійним через те, що виходить до залізниці (ділянка Придніпровської залізниці, розташована вздовж Лінійної вулиці).
Це один із трьох Лінійних провулків у Мелітополі та молодший за порядковим номером (1-го Лінійного в даний час не існує). На деяких картах (зокрема на сервісах Яндекс. Карти та Карти Google) помилково позначений як 1-й Лінійний.
В інших частинах міста вздовж залізниці розташовані вулиці зі схожими назвами Лінійна, Західно-Лінійна, Південно-Лінійна, Північно-Лінійна, провулки 3-й Лінійний, 4-й Лінійний, 1-й Північно-Лінійний, 2-й Північно-Лінійний.

## Історія
2-й Лінійний провулок вперше згадується в документах 11 березня 1931 в протоколах засідання президії мелітопольської міськради.